# Roger Tsien
Roger Yonchien Tsien (chin. upr. 钱永健, chin. trad. 錢永健, pinyin Qián Yǒngjiàn; ur. 1 lutego 1952 w Nowym Jorku, zm. 24 sierpnia 2016 w Eugene) – amerykański biochemik chińskiego pochodzenia.

## Życiorys
Studiował chemię i fizykę na Uniwersytecie Harvarda, studia ukończył (z wyróżnieniem) w 1972 roku. Stopień doktora uzyskał na Uniwersytecie Cambridge, w latach 1982–1989 pracował na University of California, Berkeley, zaś od 1989 roku był profesorem na Wydziale Chemii i Biochemii University of California, San Diego.
W latach 90. XX wieku rozpoczął badania nad białkiem GFP, wyizolowanym z meduzy Aequorea victoria. Jego badania pozwoliły na poznanie mechanizmu filuorescencji, a dzięki temu na uzyskanie białek fluoryzujących w innych kolorach, które mogły być stosowane jako znaczniki w bardziej złożonych procesach.
W 2004 roku został wyróżniony Nagrodą Wolfa w dziedzinie medycyny.
W 2008 roku został, wspólnie z Osamu Shimomura i Martinem Chalfie uhonorowany Nagrodą Nobla w dziedzinie chemii za odkrycie białka zielonej fluorescencji.
Zmarł 24 sierpnia 2016 podczas jazdy na szlaku rowerowym w stanie Oregon.